# Wonder van Woerden

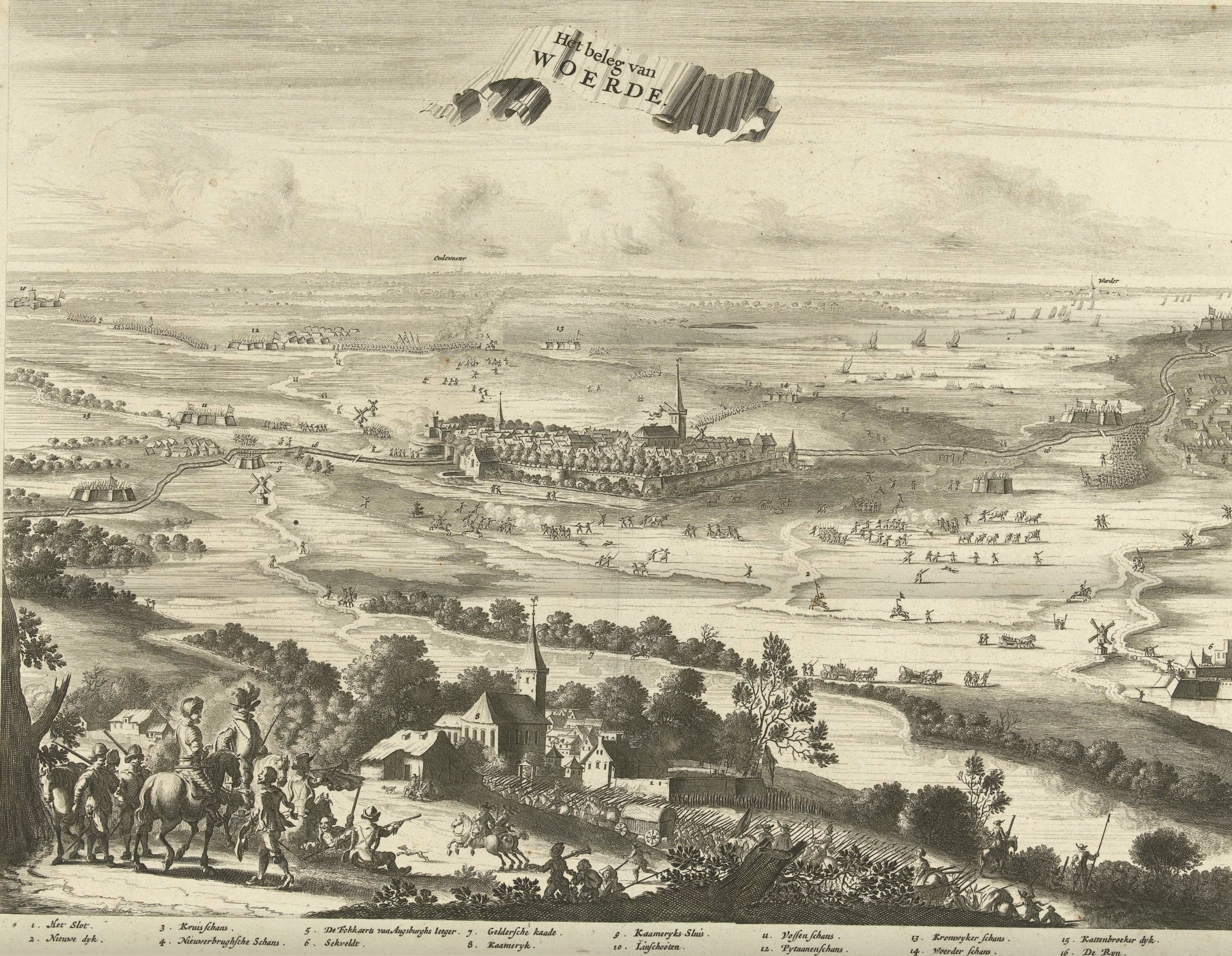
Beleg van Woerden op een prent uit ca. 1702

Het Wonder van Woerden, ook wel het viswonder genoemd, vond plaats in 1576, tijdens het Beleg van Woerden door de Spaanse troepen. Deze legende staat beschreven op een gebrandschilderd raam in de Petruskerk in het centrum van Woerden.

## Geschiedenis
De stad Woerden werd door de Spanjaarden belegerd en, hoewel er aanvankelijk veel voedsel binnen de stadspoorten was opgeslagen omdat de stad zich goed had voorbereid op het beleg, was er na vijftig weken een groot voedseltekort. De Spanjaarden riepen de Woerdenaren op om zich over te geven en zich te onderwerpen aan de koning van Spanje. Bovendien moesten zij terugkeren tot de Rooms-Katholieke Kerk. De inwoners van Woerden wilden dat niet. Overgave zou waarschijnlijk hetzelfde gevolg hebben als in Oudewater was gebeurd. Die stad was door de Spanjaarden ingenomen, geplunderd en de bevolking was uitgemoord.
Hoewel er hongersnood dreigde stuurde de Lutherse predikant Jan Saliger een bericht aan de Spanjaarden: "Laat uw vijandige houding varen, want u strijdt tegen God en Zijn Woord, tegen mensen aan wie God de zuivere kennis van het zuivere Evangelie heeft gegeven". Daarbij voegde hij enkele geschriften van Luther. Binnen de stad bezochten de Woerdenaren de kerk- en gebedsdiensten intussen zeer intensief. De mensen verwachtten hulp van God.
Ten slotte gebeurde het wonder. De bevolking werd van de hongerdood gered doordat er opeens, als door God gezonden, allemaal grote vissen, naar men zegt snoeken de stad via de Oude Rijn binnenkwamen. De inwoners konden de vissen makkelijk uit het water halen. De Spanjaarden braken vervolgens het beleg op, waarschijnlijk omdat juist op dat moment de Spaanse troepen in de Zuidelijke Nederlanden, rond Aalst, aan het muiten waren geslagen. Op vrijdag 24 augustus 1576 trokken de belegeraars zich terug.
In Woerden werd in 2018 een rotonde versierd met beelden van cortenstaal die het Wonder van Woerden verbeelden.

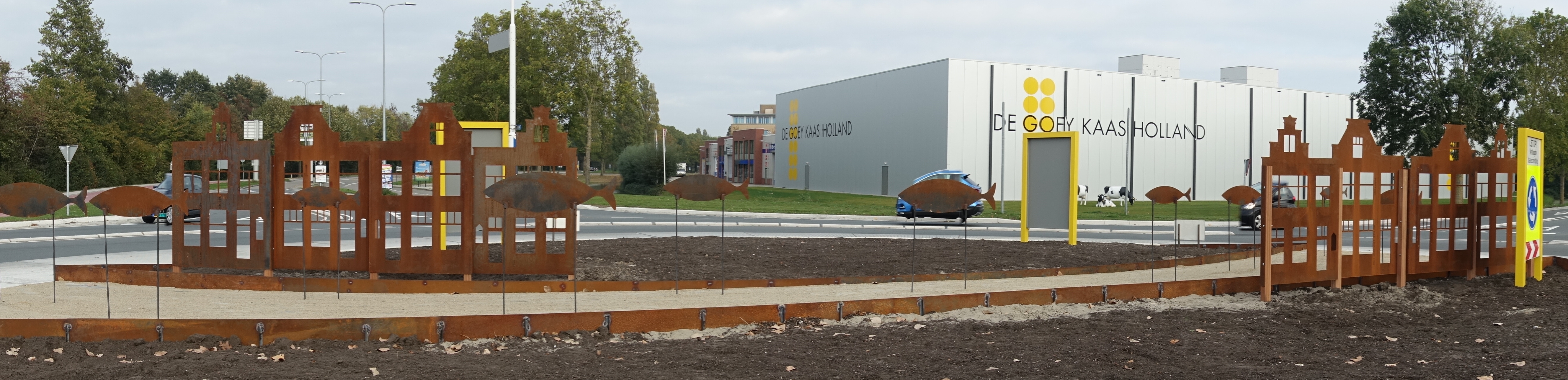
Rotonde in Woerden met het Wonder